# Milon z Krotonu
Milon (gr. Μίλων) z Krotonu – największy w swoich czasach zapaśnik grecki, wspomniany m.in. w Dziejach Herodota, także przez Pauzaniasza i Strabona. Zasłynął nie tylko dzięki zwycięstwom, lecz także z powodu bezsensownej i makabrycznej śmierci – rozszarpały go wilki, gdy jego ręce utkwiły w rozszczepionym drzewie.

## Związki z pitagorejczykami
Strabon w Geografii stwierdza, że następujące dwa czynniki przynosiły sławę Krotonowi: liczni osiadli tam pitagorejczycy oraz niezwykłe dokonania Milona. Wedle tegoż autora związki Milona z samym Pitagorasem, który przebywał w Krotonie opuściwszy Samos za tyranii Polikratesa, miały mieć charakter intymny.

## Wojna z Sybarytami
Pod wpływem konfliktu zwolenników różnych form rządu z Sybaris emigrowała liczna opozycja polityczna, która znalazła schronienie w Krotonie. Podburzyli oni, przy udziale Pitagorasa, gospodarzy przeciw swym przeciwnikom. Z tego powodu w roku 510 p.n.e. miała miejsce wojna Krotończyków z mieszkańcami Sybaris, w której – wedle relacji Strabona – Milon miał stanąć na czele stu tysięcy swych ziomków i poprowadzić ich do zwycięstwa przeciw trzykrotnie liczniejszemu wrogowi. Po pokonaniu przeciwników Krotończycy zrównali Sybaris z powierzchnią ziemi.

## Niezwykłe czyny i sława
Wedle Pauzaniasza, Milon zwyciężył sześciokrotnie w igrzyskach olimpijskich oraz również sześciokrotnie w igrzyskach w Delfach. W Olimpii uległ za siódmym razem niejakiemu Timasiteosowi, swemu krajanowi.
Sześciokrotne zwycięstwo było w ówczesnych czasach dokonaniem bezprecedensowym, które uczyniło Milona słynnym w całej Helladzie a także poza jej granicami. Wedle Herodota sława zapaśnika dotarła nawet do Persji. Córkę Milona miał wziąć za żonę chroniący się przed gniewem Dariusza Demokedes, gdyż – jak podaje historyk – "imię zapaśnika Milona miało wielkie znaczenie u króla"
Pauzaniasz w Wędrówkach po Helladzie przytacza całą serię niezwykłych dowodów siły, jakie dawał Milon. Potrafił on rzekomo ścisnąć owoc granatu tak, iż nikt nie był mu go w stanie odebrać, zarazem jednak na tyle delikatnie, by go nie zmiażdżyć. Podobno był także w stanie tak napiąć żyły na skroniach, że lina, którą obwiązał głowę, pękała.
Pliniusz Starszy pisze w Historii naturalnej:
Gdy Milon, zapaśnik, raz przyjął pozycję, nie było osoby, która by mogła go z niej ruszyć. A gdy schwycił w dłoń jabłko, nikt nie mógł dokonać nawet tyle, by odgiąć jeden z jego palców
Strabon dodaje jeszcze historię o tym, jak podczas uczty pitagorejczyków zawalił się filar. Milon własnym ciałem podtrzymał spadający strop tak długo, aż wszyscy zgromadzeni nie opuścili sali i sam jeszcze dał radę się wyratować.
Pliniusz wyjaśnia niezwykłą siłę zapaśnika pewnym kamieniem z wyglądu podobnym do kryształu, nazywanym Alectoria, o wielkości fasoli, który Milon rzekomo zawsze miał przy sobie, co czyniło go niezwyciężonym w zawodach sportowych.

## Śmierć

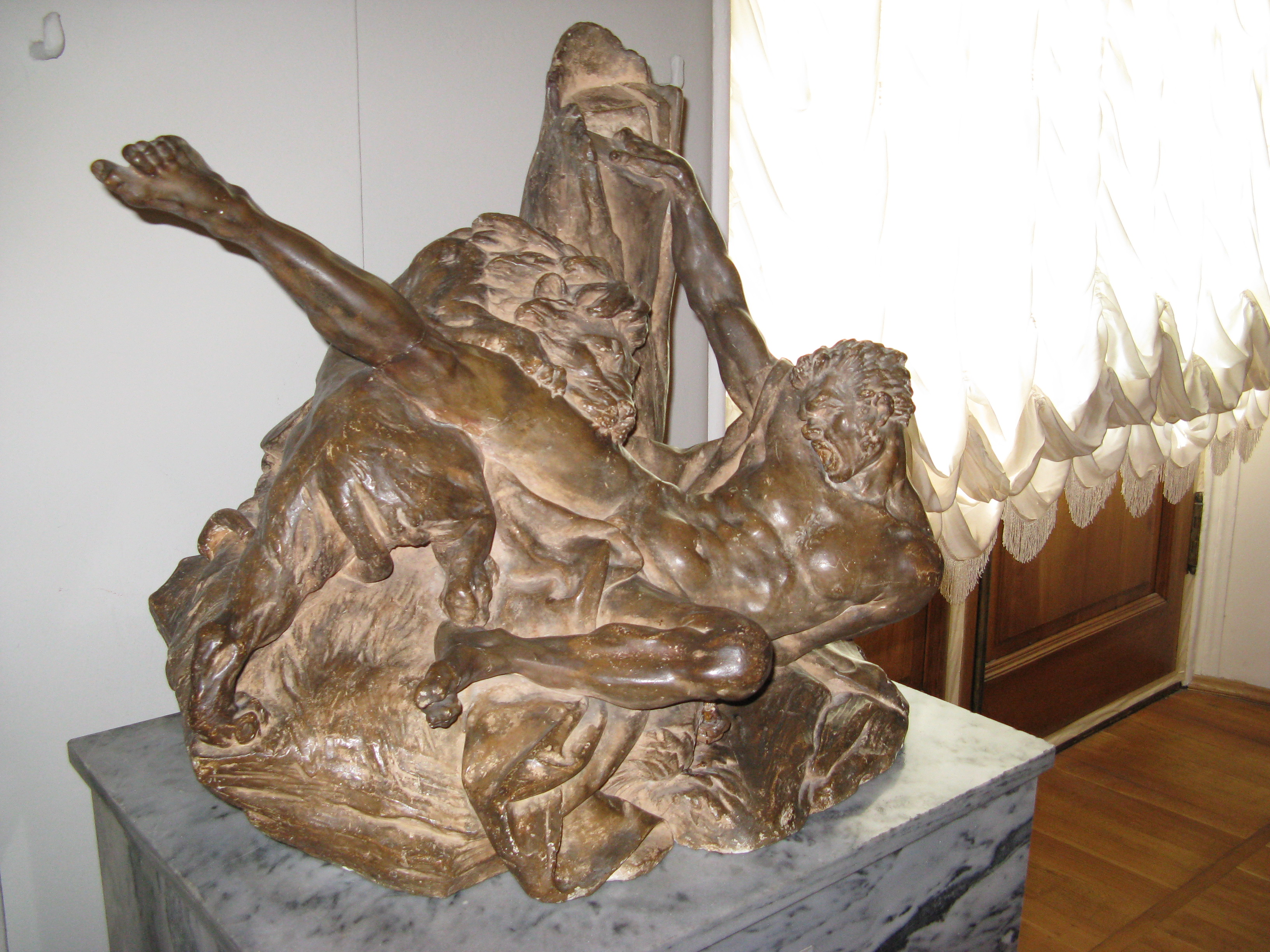
Étienne Maurice Falconet, Milon z Krotonu

Zwiedziony własną siłą, Milon popadł w pychę, co nie mogło spodobać się bogom. Według Pauzaniasza zaniósł nawet własny posąg do świątyni Zeusa.
Karą za to była bezsensowna i okrutna śmierć, którą w ten sposób utrwala relacja Pauzaniasza. Otóż idąc kiedyś przez rodzinne okolice Milon ujrzał rozszczepiony i wysychający pień drzewa. Wstawiono weń rozpórki, by nie zacisnął się, lecz wysechł rozdwojony. Milon ślepo ufając swej sile włożył dłonie w rozszczepienie. Wtedy rozpórki wypadły, a zapaśnik został uwięziony. Bezbronnego Krotończyka rozszarpały wilki. Relację tę potwierdza także Strabon.
Tak też Milon stał się symbolem nie tylko siły fizycznej, lecz także pychy i głupoty, która obraca ją przeciw właścicielowi. Diodor Sycylijski pisze w tym kontekście:
Nie jest wielką rzeczą, posiadać siłę, jakiegokolwiek bądź rodzaju, lecz używać jej jak należy. Jakąż korzyść przyniosła bowiem niezwykła siła ciała Milonowi z Krotonu?

## Nawiązania kulturalne

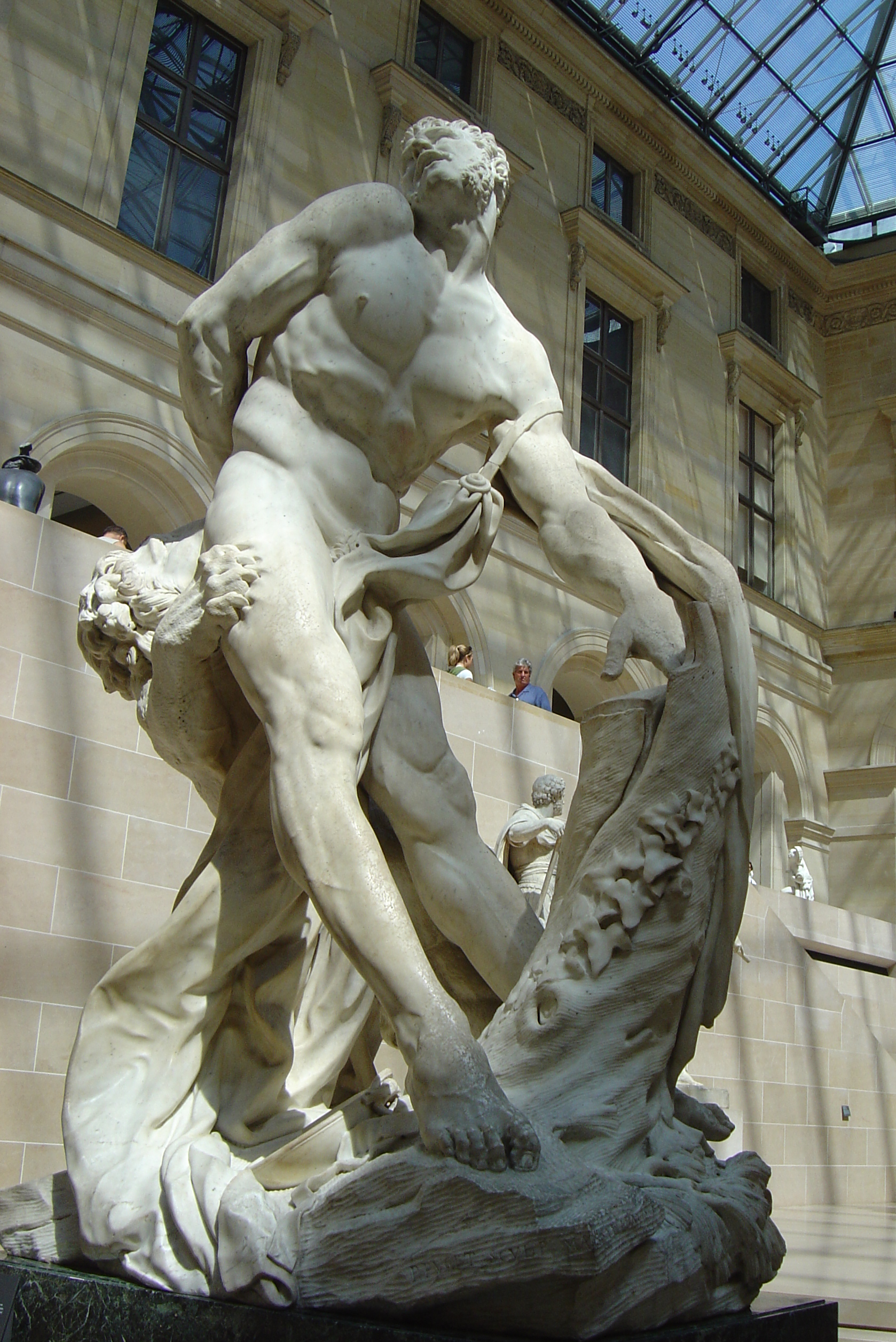
Pierre Puget – Milon z Krotonu

Pierwsze rzeźby przedstawiające Milona powstały już za jego życia. Pauzaniasz wspomina o dziele niejakiego Dameasa, współziomka Krotonidy, który wykonał jego posąg (być może ten sam, który wiedziony pychą zapaśnik zaniósł potem do świątyni).
W roku 1682 powstała słynna rzeźba Pierre’a Pugueta przedstawiająca śmierć atlety jako alegorię odbierającej siły starości.
W roku 1754 do tematu nawiązał w ekspresyjnej formie Étienne-Maurice Falconet.
W roku 1795 obraz przedstawiający śmierć zapaśnika namalował Charles Meynier, w interesujący sposób łącząc preromantyczną ekspresję z akademickim kanonem.
W literaturze Milon funkcjonuje jako uosobienie siły. W rozdziale XXIII pierwszej księgi Gargantui i Pantagruela Rabelaisa porównanie z siłą Milona pojawia się aż dwukrotnie, przy czym Gargantua jest silniejszy od mitycznego zapaśnika. W II rozdziale trzeciej księgi z kolei olbrzym bierze odwet za śmierć zapaśnika i biegnąc przez las obala kolejne drzewa.